# MOTOAKI
MOTOAKI（モトアキ、1976年2月15日 - ）は日本のギタリスト。
千葉県富津市出身。血液型はA型。兄にRADIOTSのヨシヤがいる。ファンからはモティ、モッティー、と呼ばれることも多い。長女はモデル、DJの刈込るちあ。

## 略歴
1995年SOBUT結成当初のギタリスト。
SOBUTの活動と並行して、1999年川村カオリとSORROWを結成。
2003年からSCREAM OF THE PRESIDENTSではギターボーカルとベーシストとして、2005年からThe Shaverzではギタリストとして活躍。
2003年SOBUTを脱退。2006年SORROWを脱退。
RancidのTim Armstrong率いるプロジェクトのTRANSPLANTSのワープドツアーに同行。帰国後、2009年Hiro(ex Rising sun)とカイキゲッショクを結成。2021年カイキゲッショクを脱退。
ソロプロジェクトを経て、兄YOSHIYAと兄弟ユニットØUROBROS（ウロブロス）を結成。2024年2月15日のライブを皮切りに本格的に始動。

## 人物
1999年2月に川村カオリと結婚し、2001年12月に長女・るちあ が誕生。2004年から別居し、2007年に離婚。

## ソロリリース音源
- WE CAN DANCE （2015年）
- Pollution （2015年）
- Departed （2015年）[3]

## 著書
- Free as a Bird（2001年）
- Radical Book vo1（2002年）
- Radical Book vo2（2003年）

## 写真集
- トゥルーロマンス（2000年）

## ØUROBROS
ØUROBROS (ウロブロス) は、YOSHIYAxxx (bass & vocals) とMOTOAKI (guitar & vocals + drum programming)による兄弟ユニット。MOTOAKIの誕生日、2024年2月15日から本格的に始動。2人はバンドSOBUTでデビューし、The SHAVERZでも兄弟で活躍。
https://www.tunecore.co.jp/artists/ourobros

## SOBUT
SOBUTの結成は1995年、HIDE（B）とMOTOAKI（ex.G）の出会いに始まる。そこにYOSHIYA（ex.Vo）が加わり、同年9月より東京下北沢を中心にライブ活動を本格的に開始。その後、活動を全国へ展開。2度のドラマー交代の後、1998年8月からYOTTSU（Drs）が正式メンバーとして加入。1999年以降からはアメリカ、ロシア、中国、韓国へもツアー展開。2003年8月、MOTOAKI脱退。
1stアルバム「KICKIN’YOUR HEAD」は1996年7月21日にリリースされた。その後、2nd「Judgement Crew」、3rd「S.O.B.U.T」、miniアルバム「PUNK THIS TOWN」とインディーズで4枚のアルバムを発表。3rd「S.O.B.U.T」リリース時には、当時のインディーズのパンクバンドとしては前代未聞であったアルバム全曲ビデオクリップ集も同時発売し、話題を集めた。その後、コロムビアからワーナーとメジャー・レーベルに移籍すると同時に海外での展開も実現させた。

## SORROW
SORROWは1999年、川村カオリ（Vo）を中心に結成。メンバーは、MOTOAKI（G）、YUICHI（B）、MASATO（Dr）。
1999年、『696 TRAVELING HIGH TOUR』を敢行し、全国18ヵ所でオールナイトLIVEを開催した。2003年、「SORROW」名義でユニバーサルJ（ユニバーサル ミュージック ジャパン）よりミニアルバムを発表し、メジャーデビュー。 同年のツアー・ファイナルではロンドン公演も敢行。2004年にドラマーとしてYO-HEYが加入し、新生SORROW第1弾シングル「Buddy」をリリース。

## SCREAM OF THE PRESIDENTS
SCREAM OF THE PRESIDENTSは、2003年8月、MOTOAKIとAOTAで結成。2003年10月に、LAを拠点に音楽活動をしていたMichael Ryleをベーシストに向かえ、バンドとして本格的に活動を開始する。
2004年に1st.シングル「2 Sick Bastards」を自身のレーベルClock Systemよりリリース。インフォメーションを出さず、またプロモーションを一切しないスタイルで活動する方針を貫いた。1st.シングルのリリースに伴い、The Vickersと大型バスで全国ツアーを敢行。同年9月からロシアで国民的Punk RockスターであるTarakanyとロシア国内で5カ所のライブを行う。このツアーは、どこも500人以上の人を集め、ロシアの若者たちへの強烈なお披露目となった。その足でロンドンのクラブElectrowerkzで自主企画ライブを行う。
また、Lars Frederiksen & The Bastardsが2004年に来日した際には、Scream Of The Presidentsと共にスタジオ入りし、Lars Frederiksen~のnew Albumのプリプロ作業を一緒に行う。
2005年2月、2ndシングルとなる「Who Killed The Monkey」を、6月には3rdシングル「This Is A Sickness」をClock Systemよりリリース。意欲的な活動を展開するも、この作品を最後にMichaelがバンドを去る。

## THE SHAVERZ
THE SHAVERZは、2005年にYOSHIYA "JOSH"をリーダーに、実弟であるMOTOAKI "MOTO"（G）、MICHAEL（B）、MASATO（Drs）で構成されたパンクロックバンド。
2005年11月にアルバム「ADDICTIVE DEMO」を発売。2007年にMICHAEL（B）が脱退。

## カイキゲッショク
2009年にMOTOAKI、HIRO（ex.RISINGSUN）を中心に、パンク、レゲエ、ヒップホップ、ミクスチャーなど、多彩なジャンルで活躍するメンバーで結成された。メンバーはフェイスペイントなどを施している。

### メンバー
- HIRO（Vocal）- ex.RISING SUN
- MOTOAKI(Vocal、Guitar) - ex.SOBUT、ex.SORROW
- ZEEBRA（Vocal） - キングキドラ
- JESSE（Vocal） - RIZE、The BONEZ
- K-A-Z（Guitar） - SADS、ex.DETROX、ex.TWINZER
- YOSHI（Bass） - BREDREN
- NOKS（MACHINE PERFORM） - Hybreed
- CHARGEEEEEE...（Drums） - OMEGA DRIPP
- TxBONE（Vocal） - DUST、ex.ZIPANG
- PECCHiNi（Visual Director）

ディスコグラフィ
1. BUSTERS（2009年9月16日）
2. ONE LIFE（2009年10月21日）
3. オルゴール/狂気乱舞（2010年3月24日）
4. ALL CLEAR/ジレンマ（2010年6月30日）
5. TELL ME WHY（2011年4月27日）